# Ranunkelsläktet

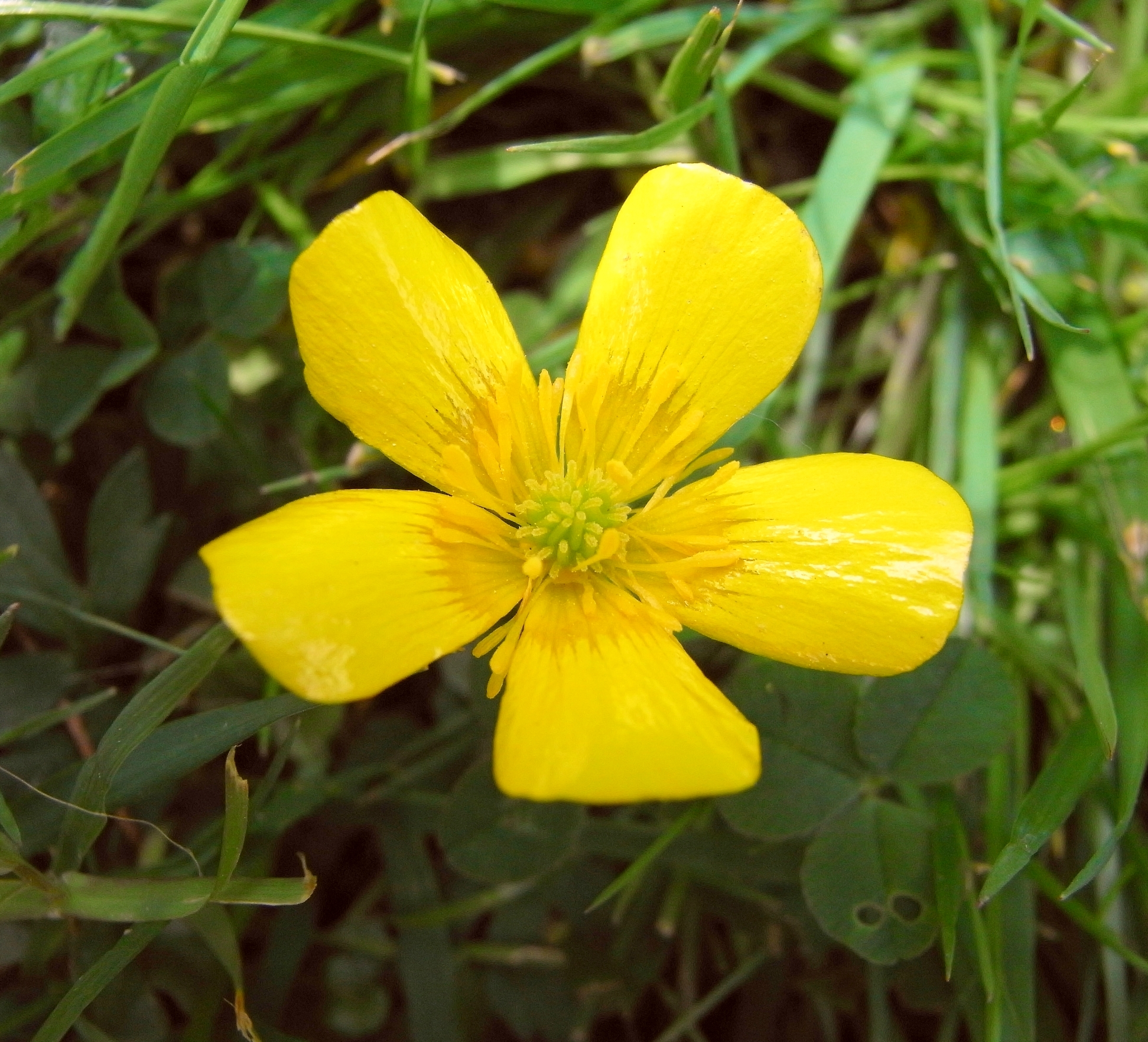
Ranunculus acris, vanlig smörblomma.

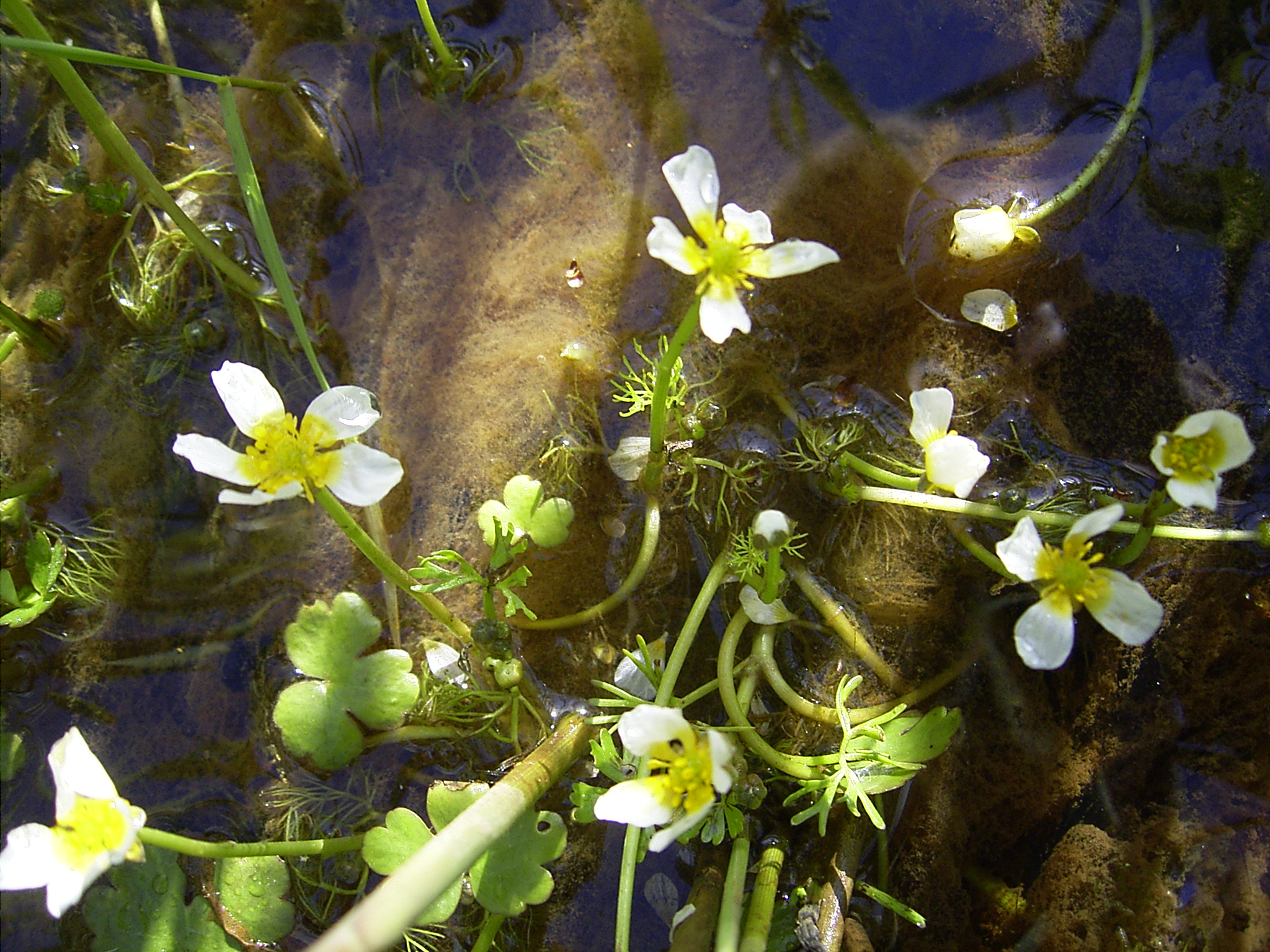
Vattenmöjan, Ranunculus aquatilis, växer i vatten.

Ranunkelsläktet eller smörblommor (Ranunculus) är ett växtsläkte med omkring 400 arter som är spridda i nästan hela världen. De är fleråriga, har ett kort rhizom (jordstam) som bildar sidoknölar och bladen är oftast handflikiga. De flesta ranunkelarter är fleråriga örter med gula eller vita blommor. Några är ett- eller tvååriga och några få har orange eller röda blommor. Kronbladen är 3-5 stycken och har en karaktäristisk glans som beror på cellstrukturen. Pistillerna är många och fria från varandra (apokarpa), ståndarna är också många. Ranunkelsläktets arter är svagt giftiga. De flesta föredrar fuktiga växtplatser och många av arterna är vattenväxter, de kallas möjor.
Namnet Ranunculus betyder liten groda, och syftar på att de trivs på fuktiga växtplatser.

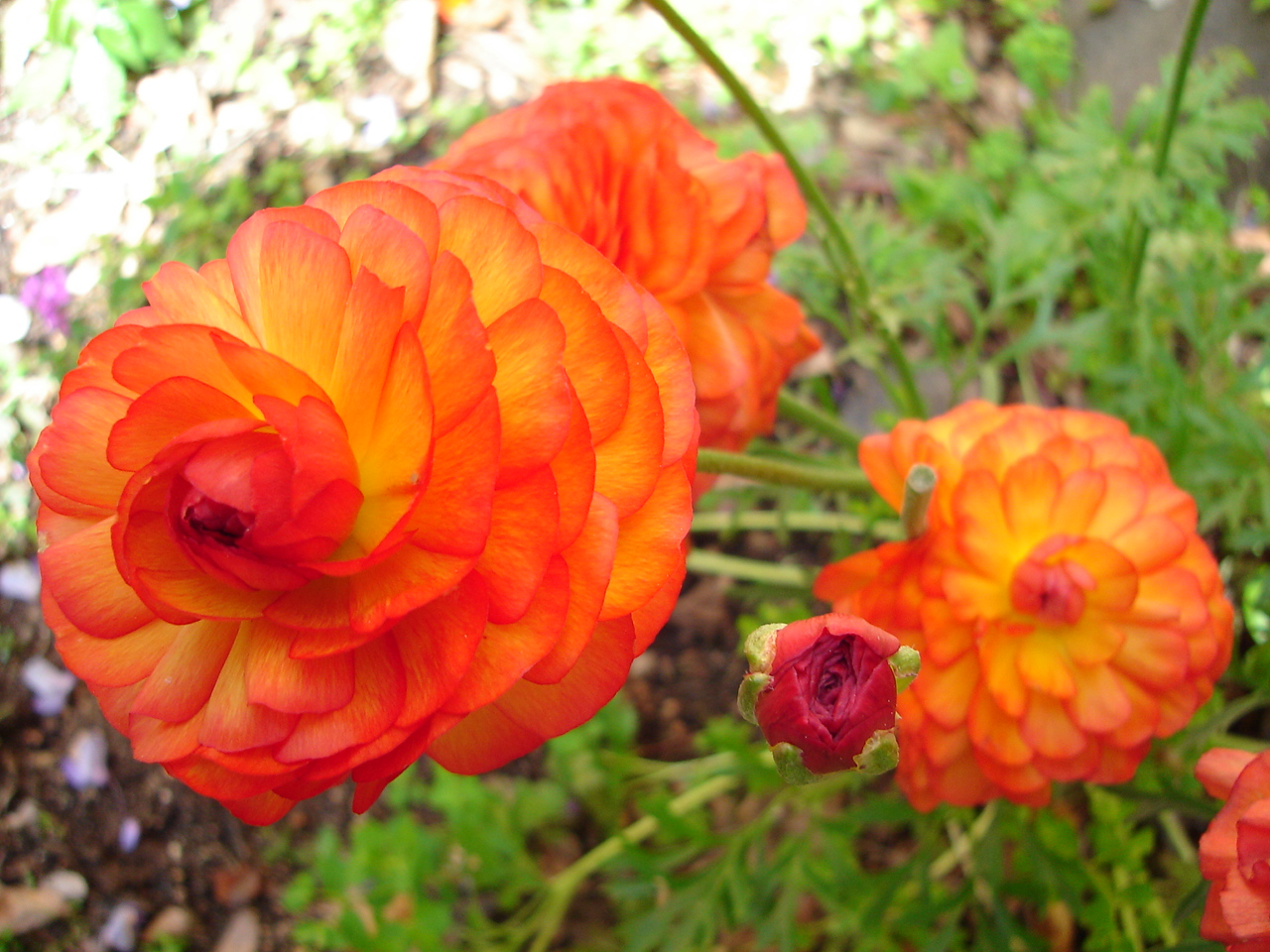
Ranunculus asiaticus prydnadsranunkel med fyllda blommor.

Ranunkler odlas också som prydnadsväxter, och då är blommorna fyllda, vilket betyder att många av ståndarna är ersatta med extra kronblad.

## Fotnoter
1. ↑  Mossberg, Bo; Stenberg Lennart (2003). Den nya nordiska floran. Stockholm: Wahlström & Widstrand. Libris 9064850. ISBN 91-46-17584-9 (inb.)
2. ↑  Wigander, Millan (1976). Farliga växter. Stockholm: Almqvist & Wiksell Förlag. sid. 84. ISBN 91-20-04445-3
3. ↑  Corneliuson, Jens (1997). Växternas namn. Wahlström & Widstrand. sid. 453. ISBN 91-46-17102-9